# Kork

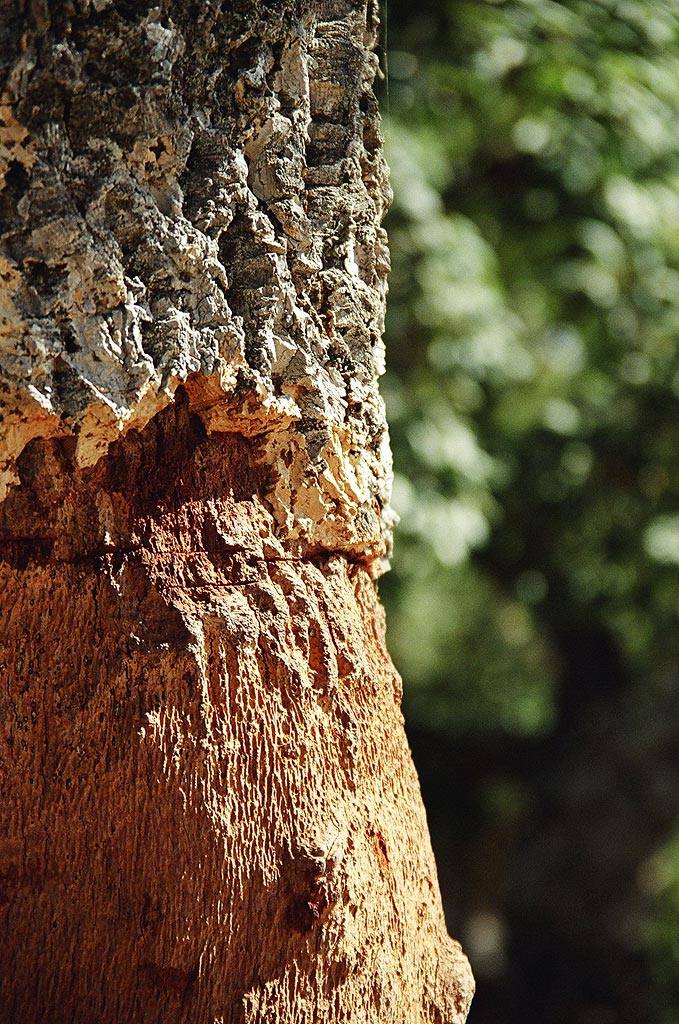
Halb geschälte Korkeiche

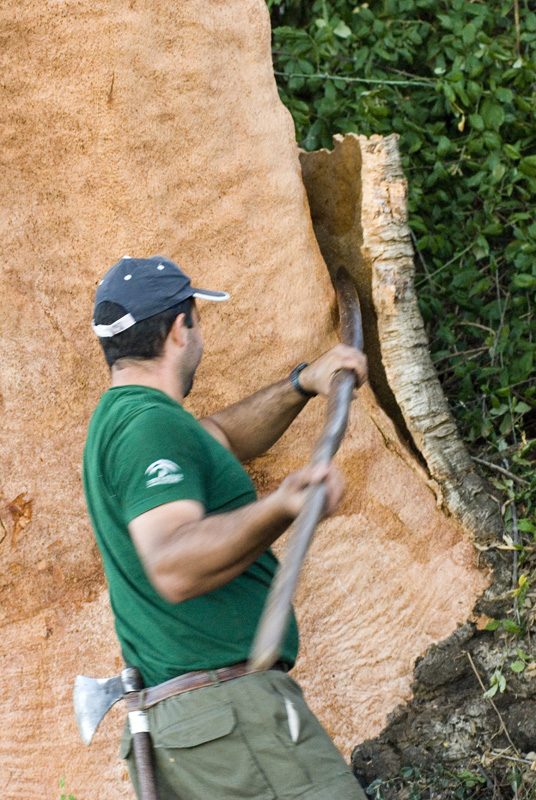
Schälung von Korkrinde in Aracena, Südspanien

Als Kork (auch Phellem, von altgriechisch φελλός phellós „Korkeiche, Kork“) wird die äußerste Gewebeschicht der Bäume, das Periderm, bezeichnet. Es wird aus dem Korkkambium (Phellogen) gebildet.
Im Alltagsgebrauch wird mit dem Begriff Kork das Material aus der Rinde der Korkeiche (Quercus suber) bezeichnet, aus dem vor allem Korken gewonnen werden. Kork wird zudem aus der Borke des asiatischen Amur-Korkbaums (Phellodendron amurense) gewonnen. Weltweit größter Korkproduzent ist Portugal.

## Bildung und Eigenschaften

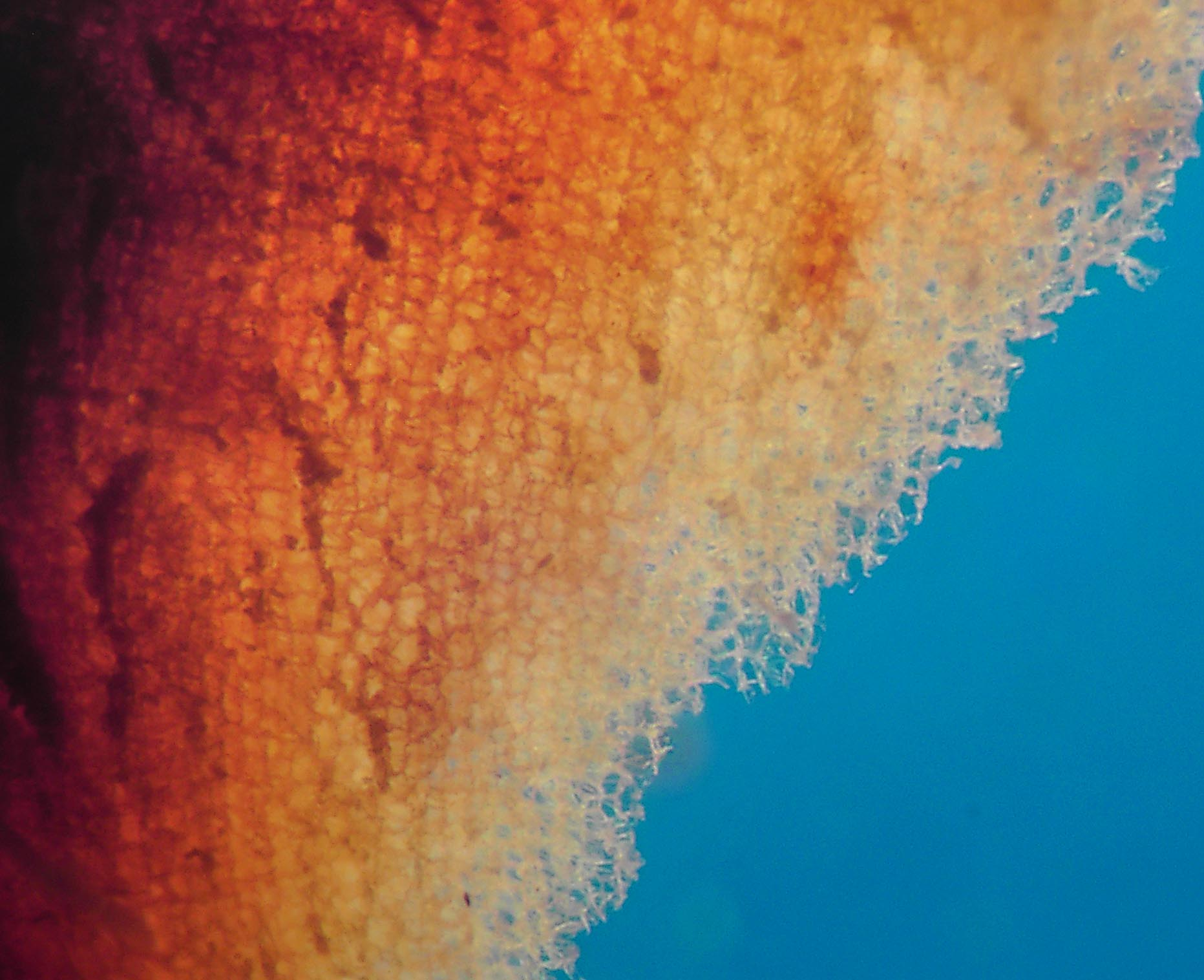
Kork aus einem Korken im Mikroskop

### Bildung
Kork wird vom Phellogen (Korkkambium) gebildet und dient als sekundäres Abschlussgewebe, vor allem an den Stellen, an denen die Epidermis und die Rinde der Umfangserweiterung der Sprossachse beim sekundären Dickenwachstum nicht folgen können. Das Phellogen bildet nach außen Kork und nach innen eine dünne Schicht parenchymatischer Zellen, das Phelloderm (Korkrinde), das auch Chloroplasten enthalten kann. Phellem, Phellogen und Phelloderm werden in ihrer Gesamtheit als Periderm bezeichnet.
Der sich bildende Kork ist artspezifisch und bei den meisten Pflanzen nur wenige Zellschichten dick, wie dies beispielsweise bei den weißen Korkfahnen an Birkenstämmen der Fall ist. Bei wenigen Arten, speziell der Korkeiche, bilden sich dagegen durch eine lange Aktivität des Phellogens zentimeterdicke Korkschichten. Diese sind dann in Jahresringe unterteilt. Bei den Pfaffenhütchen (Euonymus) und einigen anderen Arten werden Korkleisten an jungen Ästen gebildet.
Die Ausbildung spezifischer Korkzellen geschieht durch Auflagerung (Akkrustierung) von Suberin, einem lipophilen und wasserundurchlässigen Biopolymer. Dadurch wird auch die hydrophobe (wasserabweisende) Wirkung der Korkzellen gewährleistet. Als lipophiler Stoff kann Suberin (und somit Kork) lichtmikroskopisch mittels Sudan-III-Glycerol sichtbar gemacht werden. Nach Abschluss der Wandbildung sterben die Zellen ab und füllen sich mit Gas. Außerdem können Gerbstoffe als Schutz gegen eindringende Insekten eingelagert werden, was zu einer Braunfärbung führt.

### Eigenschaften
Der aus luftgefüllten abgestorbenen Zellen bestehende Kork ist für den Stoffaustausch (Wasser/Gas) von Lentizellen durchsetzt, die den natürlichen Hartschaum durchziehen. Durch diese Korkporen wird die Atmung der darunter liegenden Epidermis ermöglicht. Sie besitzt keine Interzellularen. Kork ist hydrophob, sehr elastisch und schlecht brennbar. Die natürliche Transpiration von Pflanzen wird bereits durch eine dünne Korkschicht über ihren verholzten Pflanzenteilen sehr stark eingeschränkt. 
Kork ist in einem breiten Temperaturbereich von −200 bis +120 °C als Werkstoff einsetzbar. Sein Wasserdampfdiffusionswiderstand ist vergleichbar dem bei Holzfaserdämmplatten. Die Wärmeleitfähigkeit von Kork ist ähnlich gering wie bei Holzfaserdämmplatten, wodurch sich seine Eignung als witterungsbeständiger Dämmstoff und als natürlicher Schallschutz-Werkstoff ergibt.

## Nutzung

### Geschichte
Die Rinde der Korkeiche wird seit dem 2. Jahrhundert n. Chr. im Mittelmeerraum, vor allem in Mittelitalien und in Spanien bzw. der damaligen römischen Provinz Hispania und heute vorwiegend im Süden von Portugal, mit Schneideäxten von Stämmen und Hauptästen geschält und verarbeitet. Eine Korkeiche wird erstmals im Alter von 25 Jahren geschält. Die Korkrinde wächst dann nach und wird alle 9 Jahre, insgesamt bis zu 17 Mal, geschält. Die Korkeiche erreicht in der Regel ein Alter von mehr als 200 Jahren. Ursprünglich waren Korkschneider mit der Verarbeitung beschäftigt.
Über die Hälfte des Welthandels von Kork wird mittlerweile in Portugal abgewickelt, wo auch über 30 % der Korkeichen weltweit wachsen.

### Anwendungsgebiete
Kork ist wirtschaftlich für zahlreiche Anwendungen interessant: in der Fischerei als Schwimmer an Angeln und Netzen, als Dichtungsmaterial in Maschinen und Geräten, als Flaschenverschluss, als Pinnwand, als Fußbodenbelag, im Blasinstrumentenbau, als orthopädisches Schuheinlagenmaterial, für Yoga-Blöcke, im Textilbereich für Kleidung, Taschen und Portemonnaies sowie als Bau- und Wärmedämmstoff.

### Verarbeitung

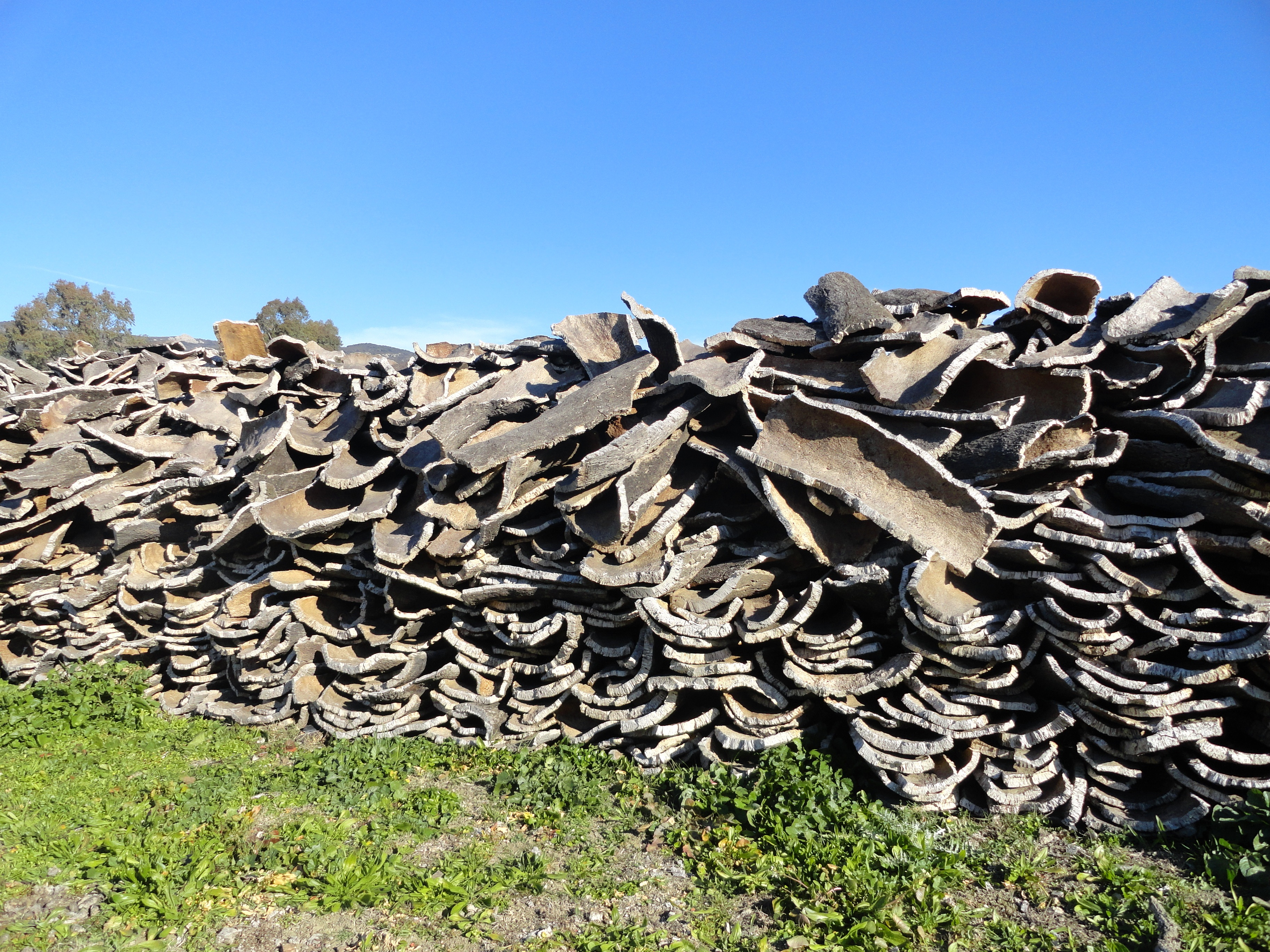
Gesammelte Stücke von Korkrinde in Südspanien

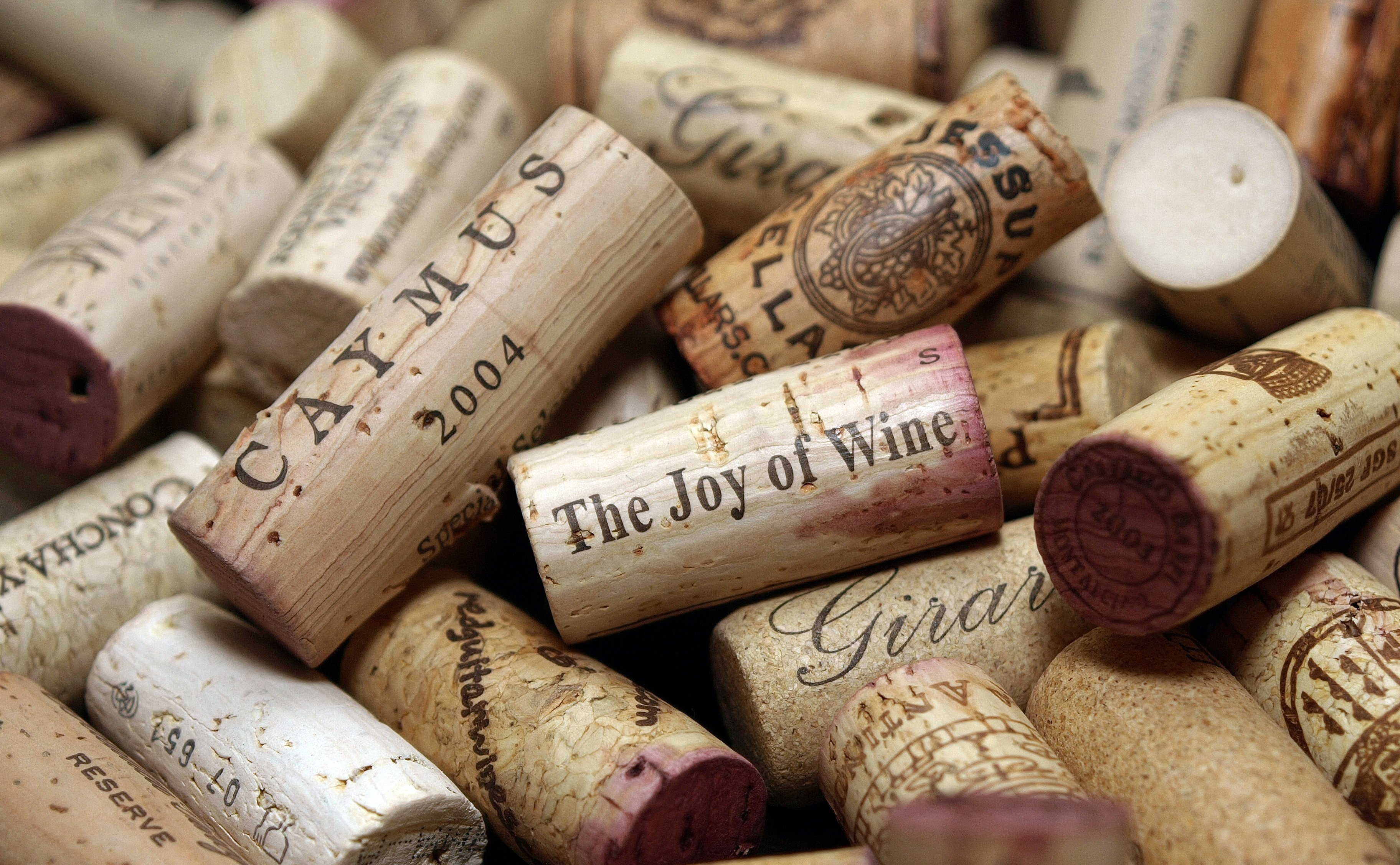
Korken

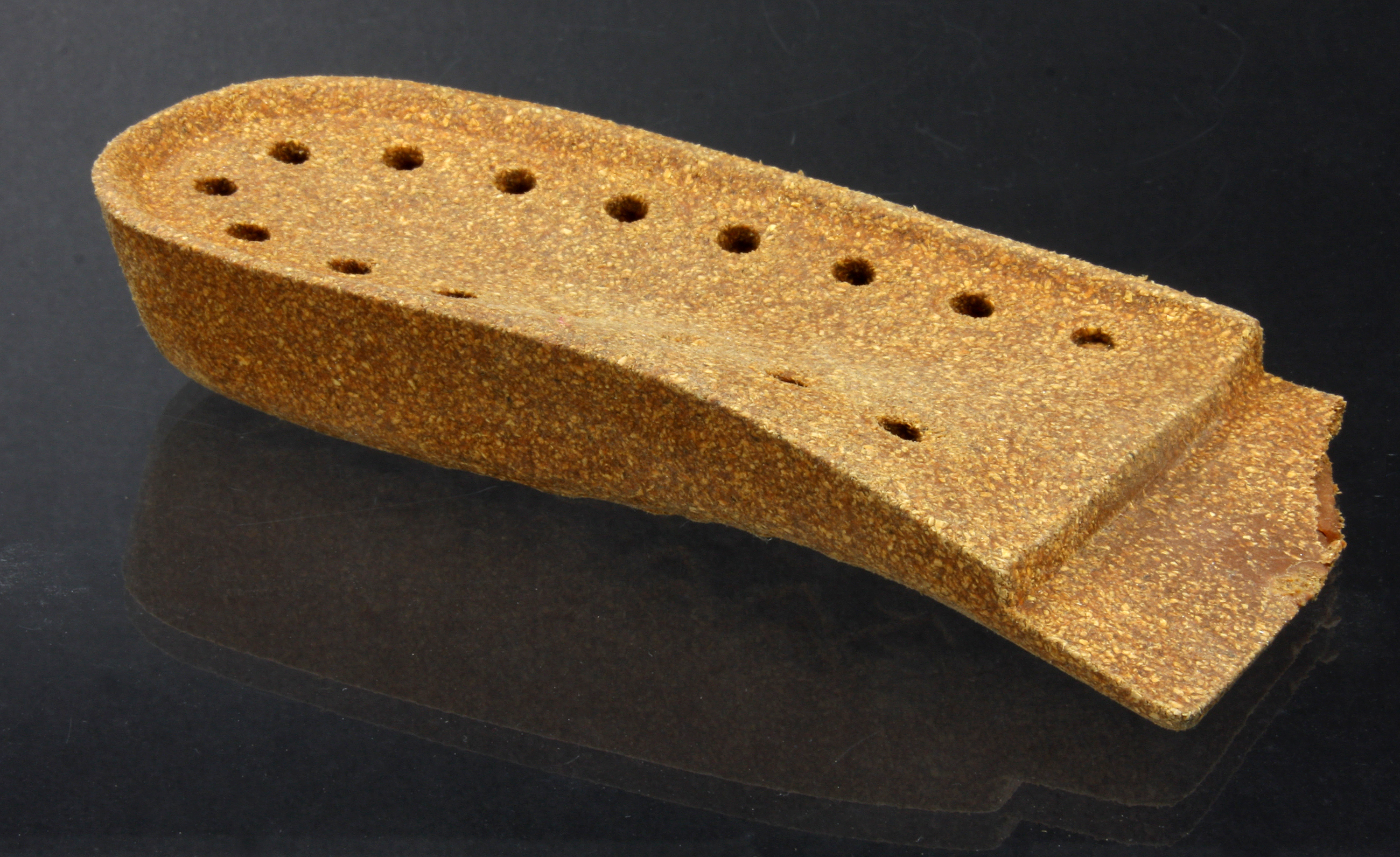
Fußbett aus Kork-Elastomer-Material

Bei der ersten Schälung fällt eine raue, harzreiche Korkrinde an, die sich zur Herstellung von reinexpandierten dunkelbraunen Korkplatten (ohne Zusatz künstlicher Bindemittel) eignet, wie sie als Naturbaustoff zur Wärmedämmung eingesetzt werden.
Danach kann alle 8 bis 12 Jahre die nachwachsende Sekundärkorkrinde geerntet werden. Sie ist harzarm und weitgehend homogen, weshalb sie sich zur maschinellen Verarbeitung eignet. Der Sekundärkork dient vor allem zur Herstellung von Flaschenkorken und einer Reihe weiterer Industrieprodukte. Weltweiter Marktführer bei der Herstellung von Korkprodukten ist die portugiesische Corticeira Amorim.
Die Reste der Flaschenkorkenproduktion werden zu hellbraunem Granulat gemahlen. Dieses Sekundärkorkgranulat kann mit Latex-, Polyurethan- und anderen Klebstoffen im Vakuum und/oder unter mechanischem Druck verklebt werden. Aus solchem künstlichen Agglomeratkork können Produkte mit höherer Festigkeit wie Sektkorken oder – aus Blöcken in Scheiben geschnitten – Fußbodenbeläge hergestellt werden. Aufgrund geringer Wärmeleitfähigkeit ist Kork auch als Dämmstoff geeignet, beispielsweise als Korkplatten oder Korkschüttung, sowie als Spritzkork auch zur Abdichtung. Auch Verbundwerkstoffe mit einer Kunststoffmatrix gehören in den letzten Jahren zu diesem Spektrum (Cork-Plastic-Composites).
Über die genaue Menge des in Deutschland verwendeten Kork-Kontingents liegen keine Zahlen vor, diese lassen sich nur durch Handelsdaten rekonstruieren. So werden jährlich 900 bis 1.400 t Rohkork und 10.000 bis 40.000 t Korkprodukte importiert, jedoch nur 30 bis 80 t Rohkork und 2.000 bis 5.000 t Korkprodukte wieder exportiert (Statistisches Bundesamt 2008). Insgesamt werden in Deutschland pro Jahr entsprechend 10.000 bis 35.000 t Kork verarbeitet.

### Bodenbeläge aus Kork

#### Übersicht
Es gibt verschiedene Arten der Korkoberfläche bei Fußbodenbelägen: einerseits die einschichtigen Presskork-Korkbeläge und andererseits die furnierten, mehrschichtigen Bodenbeläge. Die furnierten Korkbodenbeläge unterscheiden sich durch ein aufgeklebtes Korkfurnier von den einschichtigen Presskork-Korkplatten. Massiven Kork gibt es bisher nur als Korkmosaik. Das Furnier wird auf den Presskork-Korkbelag geklebt und dient in erster Linie dekorativen Zwecken. Ein weiterer Vorteil ist die bessere Farbdeckung bei eingefärbten Korkplatten. Der Nachteil furnierter Korkfliesen ist die schlechtere Abriebfestigkeit. Diese kann jedoch mit Siegellack verbessert werden.
Die Hersteller verkaufen Korkparkett als Fliesen, welche sich vollständig mit dem Untergrund verkleben lassen, und Kork-Fertigparkett, welches mit Nut-und-Feder-Systemen schwimmend verlegt, also nicht mit dem Untergrund verklebt wird. Ganz ohne Klebstoff beim Verlegen kommen Korkparkettsysteme mit speziellen Verbindungen zwischen den Fliesen (Klick-Systeme) aus.
Seit 2001 gibt es Korkmosaik, dieses besteht aus massiven Korkstücken (kein Granulat mit Bindemittel) und ist ähnlich wie Steinmosaik auf einem Trägermaterial vorgefertigt. Es wird vollflächig verklebt und nachträglich wie Steinfliesen ausgefugt. Die Oberflächenbehandlung kann ähnlich wie bei Klebekork und Kork-Fertigparkett dem Verwendungszweck angepasst werden. Der Vorteil von massivem Korkmosaik liegt in der erweiterten Anwendung für Außenbereiche und in Nasszellen.
Herkömmliche Korkfliesen und herkömmliches Kork-Fertigparkett bestehen aus Korkgranulat, das in verschiedenen Verfahren mit Bindemitteln gemischt und gepresst wird.

#### Bindemittel
Zur Herstellung von Korkblöcken wird dem Korkgranulat ein Bindemittel zugefügt, welches die natürlichen Harze im Korkgranulat unterstützt. Als Bindemittel werden Polyurethanharze oder Phenolharze verwendet.

#### Oberflächenbehandlung
Es gibt verschiedene Möglichkeiten, die Oberflächen der Korkfliesen zu behandeln. Die Fliesen können eingefärbt oder naturbraun belassen werden. Eingefärbte Fliesen müssen anschließend mit einem Siegellack behandelt werden, dabei müssen Lack und Farbe aufeinander abgestimmt sein, um ungewollte chemische Reaktionen und Verfärbungen zu vermeiden. Ölen oder Wachsen als andere Möglichkeiten der Oberflächenbehandlung können bei ungefärbten Korkfliesen vorgenommen werden. Für Korkmosaik im Außenbereich eignen sich auch farbige Öle, wie zum Beispiel Teaköl. Bei Verlegungen von Korkmosaik auf Schiffen kann auch Bootslack verwendet werden. Um die Rutschhemmung zu verbessern, kann feiner Quarzsand in den frisch aufgetragenen Lack eingestreut werden.

## Recycling

Recycling-Code von Kork

Kork hat den Recycling-Code 51 (FOR), siehe im Übrigen Korkrecycling.